# Miguel Gutiérrez (football, 1956)
Pour les articles homonymes, voir Miguel Gutiérrez.
Miguel Ángel Gutierrez La Rosa (né le 19 novembre 1956 à Lima au Pérou) est un footballeur international péruvien qui évoluait au poste de milieu de terrain.

## Biographie

### En club
Miguel Gutierrez joue en faveur du Sporting Cristal et de l'Universitario de Deportes.
Il dispute onze matchs en Copa Libertadores, marquant un but. Il inscrit son seul but en compétition continentale le 24 mars 1981, contre l'Universidad de Chile.
Son palmarès est constitué de quatre titres de champion du Pérou.

### En équipe nationale
Miguel Gutierrez reçoit sept sélections en équipe du Pérou entre 1980 et 1984, sans inscrire de but.
Il participe avec la sélection péruvienne à la Coupe du monde 1982 organisée en Espagne. Il ne joue toutefois aucun match lors du mondial.

## Palmarès
| Sporting Cristal - Championnat du Pérou (3) : - Champion : 1979, 1980 et 1983. |  | Universitario de Deportes - Championnat du Pérou (1) : - Champion : 1985. |